# Pulau Tujuh
Pulau Tujuh is een bestuurslaag in het regentschap Merangin van de provincie Jambi, Indonesië. Pulau Tujuh telt 2420 inwoners (volkstelling 2010).